# لوکا چلی
لوکا چلی (ایتالیایی: Luca Celli؛ زادهٔ ۲۳ فوریهٔ ۱۹۷۹ ‏(۴۶ سال)) دوچرخه‌سوار اهل ایتالیا است.